# Rose-Marie Gauthier
Rose-Marie Gauthier (ur. 8 marca 1955) – haitańska lekkoatletka, olimpijka.
Uczestniczka Letnich Igrzysk Olimpijskich 1976 w Montrealu. Wzięła udział wyłącznie w biegu na 400 m kobiet. W eliminacjach uzyskała wynik 1:13,27, który był wyraźnie najsłabszym rezultatem wśród 38 sklasyfikowanych zawodniczek – do zwyciężczyni eliminacji straciła ponad 21 sekund, zaś do przedostatniej sprinterki prawie 15 sekund. Na igrzyskach w Montrealu wystąpiła również jej siostra bliźniaczka Antoinette.
Rekord życiowy w biegu na 400 m – 1:06,60 (1975).